# Janina Baechle

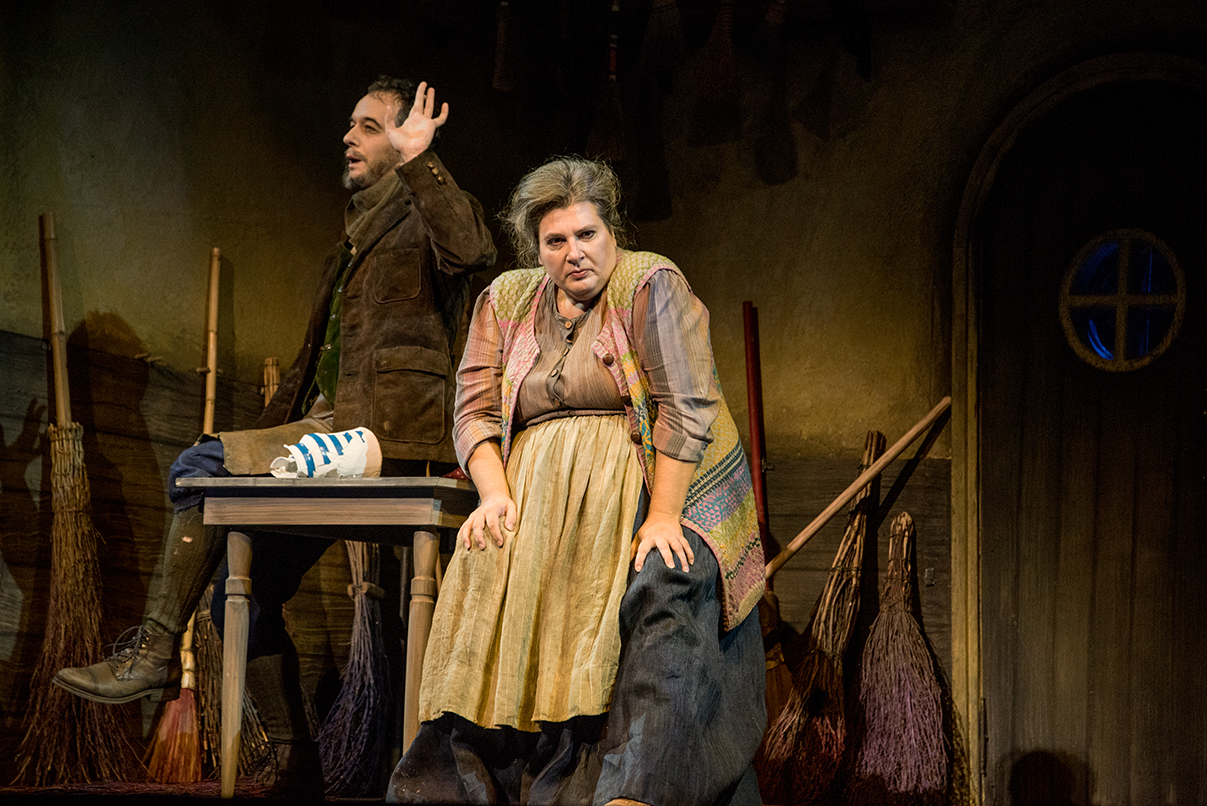
Baechle als Gertrud, 2015

Janina Baechle (geboren 1969 in Hamburg) ist eine deutsche Opernsängerin der Stimmlage Mezzosopran. Sie gehört seit 2004 dem Ensemble der Wiener Staatsoper an.

## Leben
Baechle ist in Süddeutschland aufgewachsen und studierte Musikwissenschaft, Geschichte und Gesang in ihrer Geburtsstadt Hamburg. Zu ihren Lehrerinnen zählte auch Brigitte Fassbaender. Nach ihrem Debüt in Hamburg führten sie feste Engagements an das Staatstheater Braunschweig und das Staatstheater Hannover. Seit der Spielzeit 2004/2005 ist sie Ensemblemitglied der Wiener Staatsoper und sang im Haus am Ring unter anderem die Mrs. Quickly in Verdis Falstaff und die Ulrica in dessen Ballo in maschera, die Herodias in Wilde/Strauss’ Salome und die Annina in Hofmannsthal/Strauss’ Rosenkavalier, die Margret in Büchner/Bergs Wozzeck und die Brigitta in Korngolds Toter Stadt. 2007 gab sie die Marquise de Birkenfeld in Donizettis La fille du régiment, an der Seite von Natalie Dessay, Juan Diego Flórez und Montserrat Caballé. Zu ihrem Wagner-Repertoire zählen die Mary (im Fliegenden Holländer), die Ortrud (im Lohengrin), die Brangäne (in Tristan und Isolde), Erda, Siegrune, Fricka und Waltraute (im  Ring des Nibelungen), sowie die Stimme von oben und der 2. Knappe (im Parsifal). Bis zum Ende der Spielzeit 2014/2105 verzeichnet das Archiv der Staatsoper insgesamt 311 Auftritte der Sängerin, darunter jeweils 19-mal Ortrud und Annina, 17-mal die Dritte Dame in Mozarts Zauberflöte und 13-mal die Brangäne. Sie sang aber auch 9-mal die alte Buryja in Leoš Janáčeks Jenůfa und 8-mal die Hexe Ježibaba in Dvořáks Rusalka.
Gastspiele brachten Baechle unter anderem als Ortrud ans Teatro Colón in Buenos Aires, als Fricke an die San Francisco Opera, als Mrs. Quickly und Brangäne ans Théâtre du Capitole Toulouse, als Ježibaba an die Opéra National de Lyon, sowie als Gaea (in Strauss’ Daphne) und als Brangäne ans Gran Teatre del Liceu in Barcelona. An der Semperoper in Dresden gastierte sie als Ortrud und Brangäne, an der Hamburgischen Staatsoper als Ms. Quickly und Amme sowie an der Bayerischen Staatsoper in München als Ježibaba und Ortrud. Auch trat sie im Festspielhaus Baden-Baden und beim Edinburgh Festival auf, weiters auch in Amsterdam und Toronto. Eine enge Zusammenarbeit verbindet sie mit dem Dirigenten Christian Thielemann.
Baechle hat sich auch ein breites Liedrepertoire erarbeitet und wird von den Pianisten Markus Hadulla und Charles Spencer begleitet. In bedeutenden Konzertsälen singt sie auch Mahlers Lieder eines fahrenden Gesellen oder Schönbergs Gurre-Lieder.

## Auszeichnung
- 2006: Eberhard-Waechter-Medaille

## Diskografie (Auswahl)
Monographien
- Johannes Brahms: Wie Melodien zieht es mir, mit Markus Hadulla am Klavier
- Gustav Mahler: Urlicht, mit Markus Hadulla am Klavier
- Franz Liszt: Was Liebe sei, mit Charles Spencer am Klavier (Marsyas)
- Chansons Grises, Lieder von Reynaldo Hahn, Alexander von Zemlinsky, Lili Boulanger, Darius Milhaud und Alma Mahler, mit Charles Spencer am Klavier (Marsyas)

Gesamteinspielungen
- Der Evangelimann, GA 2006 (DVD); Alfred Eschwé; Walter Fink (Friedrich Engel), Alexandra Reinprecht (Martha), Janina Baechle (Magdalena), Wolfgang Koch (Johannes), Jürgen Müller (Mathias); Orchester der Volksoper Wien (Capriccio)
- Moses und Aron
- Der Ring des Nibelungen, dirigiert von Christian Thielemann
- Parsifal, dirigiert von Christian Thielemann
- Rusalka